# Елисеевка (Красноярский край)
Елисеевка — деревня в Ирбейском районе Красноярского края. Входит в состав Верхнеуринского сельсовета.

## География
Деревня находится в юго-восточной части края, в лесостепной зоне, на правом берегу реки Козылы, на расстоянии приблизительно 19 километров (по прямой) к западу-юго-западу (WSW) от Ирбейского, административного центра района. Абсолютная высота — 305 метров над уровнем моря.
Климат
Климат характеризуется как резко континентальный, с продолжительной морозной зимой и коротким тёплым летом. Средняя температура воздуха самого тёплого месяца (июля) составляет 18,3 °C (абсолютный максимум — 38 °C); самого холодного (января) — −21,1 °C (абсолютный минимум — −60 °C). Продолжительность безморозного периода составляет в среднем 90 дней. Среднегодовое количество атмосферных осадков составляет 484 мм, из которых 367 мм выпадает в период с апреля по октябрь. Снежный покров держится в течение 170 дней.

## История
Основана в 1898 году. По данным 1926 года в деревне имелось 173 хозяйства и проживало 976 человек (458 мужчин и 518 женщин). В национальном составе населения того периода преобладали украинцы. В административном отношении являлась центром Елисеевского сельсовета Ирбейского района Канского округа Сибирского края.

## Население
| 2010 |
| ---- |
| 419  |

Половой состав
По данным Всероссийской переписи населения 2010 года в гендерной структуре населения мужчины составляли 47,3 %, женщины — соответственно 52,7 %.
Национальный состав
Согласно результатам переписи 2002 года, в национальной структуре населения русские составляли 94 % из 457 чел.